# باشگاه فوتبال کرابی
باشگاه فوتبال کرابی (به تایلندی: สโมสรฟุตบอลจังหวัดกระบี่) یک باشگاه فوتبال واقع در کرابی در کشور تایلند می‌باشد که در لیگ دسته دوم فوتبال تایلند بازی می‌کند.
این باشگاه در سال ۲۰۰۹ میلادی بنیان‌گذاری شده است.